# Scott Goldblatt
Scott Goldblatt (n. 12 iulie 1979, Scotch Plains⁠(d), New Jersey, SUA) este un înotător american, medaliat olimpic. A participat la 2 ediții ale Jocurilor Olimpice (2000, 2004) în care a câștigat două medalii de aur și două medalii de argint.